# Reptilium
Ein Reptilium ist ein Zoo, der sich auf Reptilien spezialisiert hat, diese präsentiert und züchtet. Oft werden zusätzlich wirbellose Tiere wie Skorpione und Spinnen gehalten. Begleitend werden zu Futterzwecken häufig Insekten gezüchtet.
Ein Ziel eines Reptiliums ist es häufig, Unwissenheit und Ängste im Kontakt mit Schlangen, Spinnen etc. abzubauen. Auch die Nachzuchtstation ist oft der Öffentlichkeit zugänglich.
Beispiele:
- Reptilium in Landau in der Pfalz
- TerraZoo Rheinberg in Rheinberg bei Duisburg

Das nach eigener Aussage größte Reptilium in Deutschland wurde Mitte 2004 in Landau eröffnet. In großzügig und naturnah eingerichteten Terrarien, Aquarien und Paluduarien sind die verschiedenen Reptilien der Tropen- und Wüstenzonen untergebracht, gegliedert nach ihrer geographischen Herkunft. Eine Besonderheit ist das Nachthaus, in dem der Besucher nachtaktive Reptilien beobachten kann. Zu sehen gibt es im Reptilium Landau u. a. Rote Speikobras, Spaltenschildkröten, Kragenechsen, Stumpfkrokodile, Weißkehlwarane, Gabunvipern, Zwergklapperschlangen, Spornschildkröten, Segelechsen, Afrikanische Eierschlangen, Strahlenschildkröten, Jemenchamäleons, Nashornleguane, Rokoko-Kröten, Apothekerskinke, Grüne Leguane, Leopardgeckos, Gila- und Skorpion-Krustenechse, Pfeilgiftfrösche und Baumphytons.
Siehe auch: Herpetologie